# JSFiddle

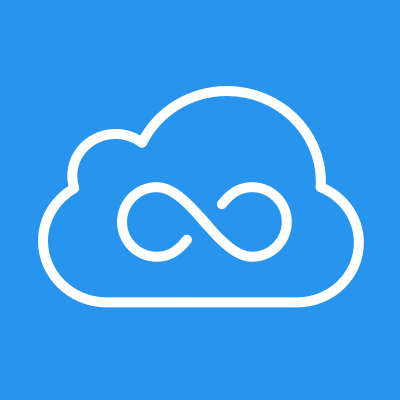
로고

JSFiddle은 사용자가 만든, 협업형 HTML, CSS, 자바스크립트 코드 스니펫("fiddle"이라고 함)을 테스트하고 알리기 위한 온라인 커뮤니티이다. 시뮬레이트되는 AJAX 호출을 허용한다. 2019년, JSFiddle은 PYPL(Popularity of Programming Language)에 의해 Cloud9 지원의 2번째로 유명한 온라인 IDE로 순위를 올렸다.

## 역사
JSFiddle은 2009년 Piotr Zalewa에 의해 앱으로 시작했으며 원래 이름은 무셸(MooShell)이었다.